# 31 октября (футбольный клуб)
«31 октября» (англ. Club Deportivo 31 de Octubre) — боливийский футбольный клуб из фактической столицы страны Ла-Паса. Вице-чемпион Боливии 1966 года и участник Кубка Либертадорес 1967 года. В настоящий момент выступает на любительском уровне.

## История
Клуб «31 октября» был основан 21 ноября 1954 года. Название команды связано с двумя важными событиями, произошедшими в истории Боливии в первой половине 1950-х годов. 
31 октября 1952 года в стране произошла национализация горнорудной промышленности — событие, которое было положительно воспринято во многих странах мира, особенно социалистической ориентации. Кроме того, за три недели до основания клуба, 31 октября 1954 года, в Боливии открылся съезд Первого национального конгресса трудящихся.
По итогам 1960 года «31 октября» впервые в своей истории пробился в главную лигу Ла-Паса — на тот момент это был сильнейший региональный турнир в Боливии, а общенациональный чемпионат появился только за два года до того, и фактически он представлял собой лишь финальную пульку из четырёх сильнейших команд по итогам региональных первенств. В 1964 и 1965 годах «31 октября» дважды подряд занимал третье место в чемпионате Ла-Паса, останавливаясь в шаге от того, чтобы квалифицироваться в национальный чемпионат. В 1966 году команда заняла второе место в Лиге Ла-Паса и попала в национальный чемпионат. В группе из четырёх команд «31 октября» вновь, как и в региональной лиге, уступил «Боливару», но сумел опередить двоих представителей Кочабамбы — «Хорхе Вильстерманн» и «Литораль».
Этот успех позволил «31 октября» квалифицироваться в розыгрыш Кубка Либертадорес 1967 года. Команда попала в группу 2, в которой участвовали представители Аргентины, Колумбии и Боливии. «31 октября» провёл 10 матчей против пяти своих соперников. В полуфинал вышли оба представителя Аргентины — «Расинг» (17 очков, будущий победитель) и «Ривер Плейт» (15 очков, финалист предыдущего розыгрыша). «Индепендьенте Санта-Фе» занял третье место с 13 очками. «Индепендьенте Медельин», «Боливар» и «31 октября» набрали по пять очков, но у «31 октября» была худшая разница забитых и пропущенных мячей, поэтому формально команда финишировала на последнем месте в группе. Все очки «31 октября» заработал на своём поле.
| 12 марта 1967 | \| Боливар \| 1:0 \| 31 октября \| |            |
| Боливар       | 1:0                                | 31 октября |

| 15 марта 1967 | \| 31 октября \| 3:0 \| Расинг \| |        |
| 31 октября    | 3:0                               | Расинг |

| 22 марта 1967 | \| 31 октября \| 0:4 \| Ривер Плейт \| |             |
| 31 октября    | 0:4                                    | Ривер Плейт |

| 24 апреля 1967 | \| 31 октября \| 6:2 \| Индепендьенте Санта-Фе \| |                        |
| 31 октября     | 6:2                                               | Индепендьенте Санта-Фе |

| 26 апреля 1967 | \| 31 октября \| 1:2 \| Индепендьенте Медельин \| |                        |
| 31 октября     | 1:2                                               | Индепендьенте Медельин |

| 2 мая 1967 | \| Расинг \| 6:0 \| 31 октября \| |            |
| Расинг     | 6:0                               | 31 октября |

| 4 мая 1967  | \| Ривер Плейт \| 7:0 \| 31 октября \| |            |
| Ривер Плейт | 7:0                                    | 31 октября |

| 7 мая 1967             | \| Индепендьенте Санта-Фе \| 2:0 \| 31 октября \| |            |
| Индепендьенте Санта-Фе | 2:0                                               | 31 октября |

| 10 мая 1967            | \| Индепендьенте Медельин \| 3:0 \| 31 октября \| |            |
| Индепендьенте Медельин | 3:0                                               | 31 октября |

| 14 мая 1967 | \| 31 октября \| 2:2 \| Боливар \| |         |
| 31 октября  | 2:2                                | Боливар |

После этого на протяжении пяти лет в чемпионате Ла-Паса команда не добивалась высоких достижений, иногда даже ведя борьбу за выживание. Но в 1973 году «31 октября» вновь сумел пробиться в национальный чемпионат (до 1976 года — «Кубок Симона Боливара»). После победы в группе A команда в финальной пульке сумела занять третье место. Последний раз на национальном уровне команда появлялась в 1979 году, но не сумела пробиться в финальную стадию. В 1970-е годы команда трижды становилась победителем Лиги Ла-Паса, которая постепенно утрачивала свою значимость в условиях набиравшего популярность национального первенства.
С 1980 года выступает только в региональных лигах Ла-Паса.

## Достижения
- Вице-чемпион Боливии (1): 1966
- Чемпион Лиги Ла-Паса (3): 1975, 1977, 1978

## Международные турниры
- Участник Кубка Либертадорес (1): 1967